# Jeddah Super Dome
El  Jeddah Super Dome (JSD) en un recinto multideportivo, que se encuentra ubicado al oeste de la ciudad de Jeddah en La Meca, Arabia Saudita, precisamente a unos 3 km del King Abdullah Sports City. Es la sede de todas las exposiciones, conferencias y eventos locales e internacionales de la ciudad.
Con 210 m de diámetro, 46 m de altura y 34 636 metros cuadrados de área cubierta, el JSD se destaca instantáneamente por romper dos récords de estructuras de edificios relacionados.  En primer lugar, ahora es el domo continuo más grande (no segmentado, no abrible), un récord que anteriormente ostentaba el Mercedes-Benz Superdome. En segundo lugar, ahora es el domo geodésico más grande del mundo.